# Горні Блатна
Горні Блатна (чеськ. Horní Blatná, нім. Bergstadt Platten) — місто в окрузі Карлові Вари Карловарського краю Чехії.

## Історія
Перші письмові згадки відносяться до 1518 року. Починаючи з 1530-х років, місто було важливим центром гірничодобувної промисловості регіону. До кінця XVI століття тут проживало близько 2000 осіб. У 1898 році до міста відкрилося залізничне сполучення. У 1930 році населення міста становило 2341 осіб, головним чином німці.
З 1938 по 1945 рік Горні Блатна була окупована нацистською Німеччиною і перебувала під управлінням Рейхсгау Судетська область. Після Другої світової війни місто повернули Чехословаччині, а місцеве німецьке населення вигнали.

## Географія
Площа становить 5,62 км². Місто розташоване в передгір'ях Рудних гір, на висоті 902 м над рівнем моря.

## Населення
| Рік  | Чисельність | Чисельність |
| ---- | ----------- | ----------- |
| 1869 | 2213        | [ 6 ]       |
| 1880 | 2340        | [ 6 ]       |
| 1890 | 2524        | [ 6 ]       |
| 1900 | 2771        | [ 6 ]       |
| 1910 | 2749        | [ 6 ]       |
| 1921 | 2163        | [ 6 ]       |
| 1930 | 2341        | [ 6 ]       |

| Рік  | Чисельність | Чисельність |
| ---- | ----------- | ----------- |
| 1950 | 1098        | [ 6 ]       |
| 1961 | 813         | [ 6 ]       |
| 1970 | 582         | [ 6 ]       |
| 1980 | 448         | [ 6 ]       |
| 1991 | 367         | [ 6 ]       |
| 2001 | 468         | [ 6 ]       |
| 2011 | 474         | [ 6 ]       |

| Рік  | Чисельність | Чисельність |
| ---- | ----------- | ----------- |
| 2014 | 488         | [ 7 ]       |
| 2016 | 445         | [ 8 ]       |
| 2017 | 439         | [ 9 ]       |
| 2018 | 420         | [ 10 ]      |
| 2019 | 412         | [ 11 ]      |
| 2020 | 395         | [ 12 ]      |
| 2021 | 389         | [ 13 ]      |

| Рік  | Чисельність | Чисельність |
| ---- | ----------- | ----------- |
| 2021 | 349         | [ 14 ]      |
| 2022 | 361         | [ 15 ]      |
| 2023 | 370         | [ 16 ]      |
| 2024 | 382         | [ 17 ]      |
| 2025 | 365         | [ 3 ]       |

| Рік  | Чисельність | Чисельність |
| ---- | ----------- | ----------- |
| 1869 | 2213        | [ 6 ]       |
| 1880 | 2340        | [ 6 ]       |
| 1890 | 2524        | [ 6 ]       |
| 1900 | 2771        | [ 6 ]       |
| 1910 | 2749        | [ 6 ]       |
| 1921 | 2163        | [ 6 ]       |
| 1930 | 2341        | [ 6 ]       |

| Рік  | Чисельність | Чисельність |
| ---- | ----------- | ----------- |
| 1950 | 1098        | [ 6 ]       |
| 1961 | 813         | [ 6 ]       |
| 1970 | 582         | [ 6 ]       |
| 1980 | 448         | [ 6 ]       |
| 1991 | 367         | [ 6 ]       |
| 2001 | 468         | [ 6 ]       |
| 2011 | 474         | [ 6 ]       |

| Рік  | Чисельність | Чисельність |
| ---- | ----------- | ----------- |
| 2014 | 488         | [ 7 ]       |
| 2016 | 445         | [ 8 ]       |
| 2017 | 439         | [ 9 ]       |
| 2018 | 420         | [ 10 ]      |
| 2019 | 412         | [ 11 ]      |
| 2020 | 395         | [ 12 ]      |
| 2021 | 389         | [ 13 ]      |

| Рік  | Чисельність | Чисельність |
| ---- | ----------- | ----------- |
| 2021 | 349         | [ 14 ]      |
| 2022 | 361         | [ 15 ]      |
| 2023 | 370         | [ 16 ]      |
| 2024 | 382         | [ 17 ]      |
| 2025 | 365         | [ 3 ]       |

|  |

## Галерея

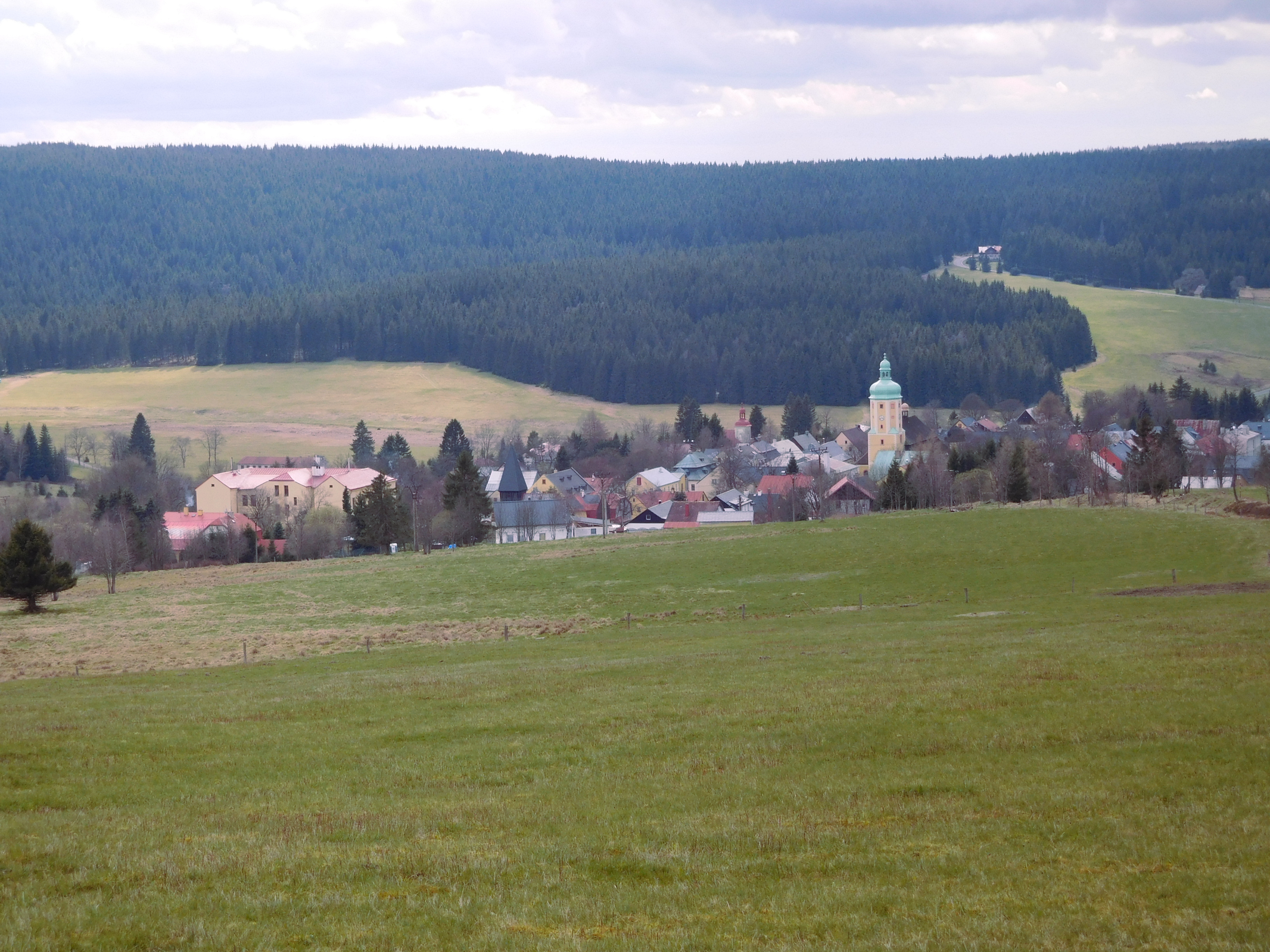
Загальний вигляд з північного сходу
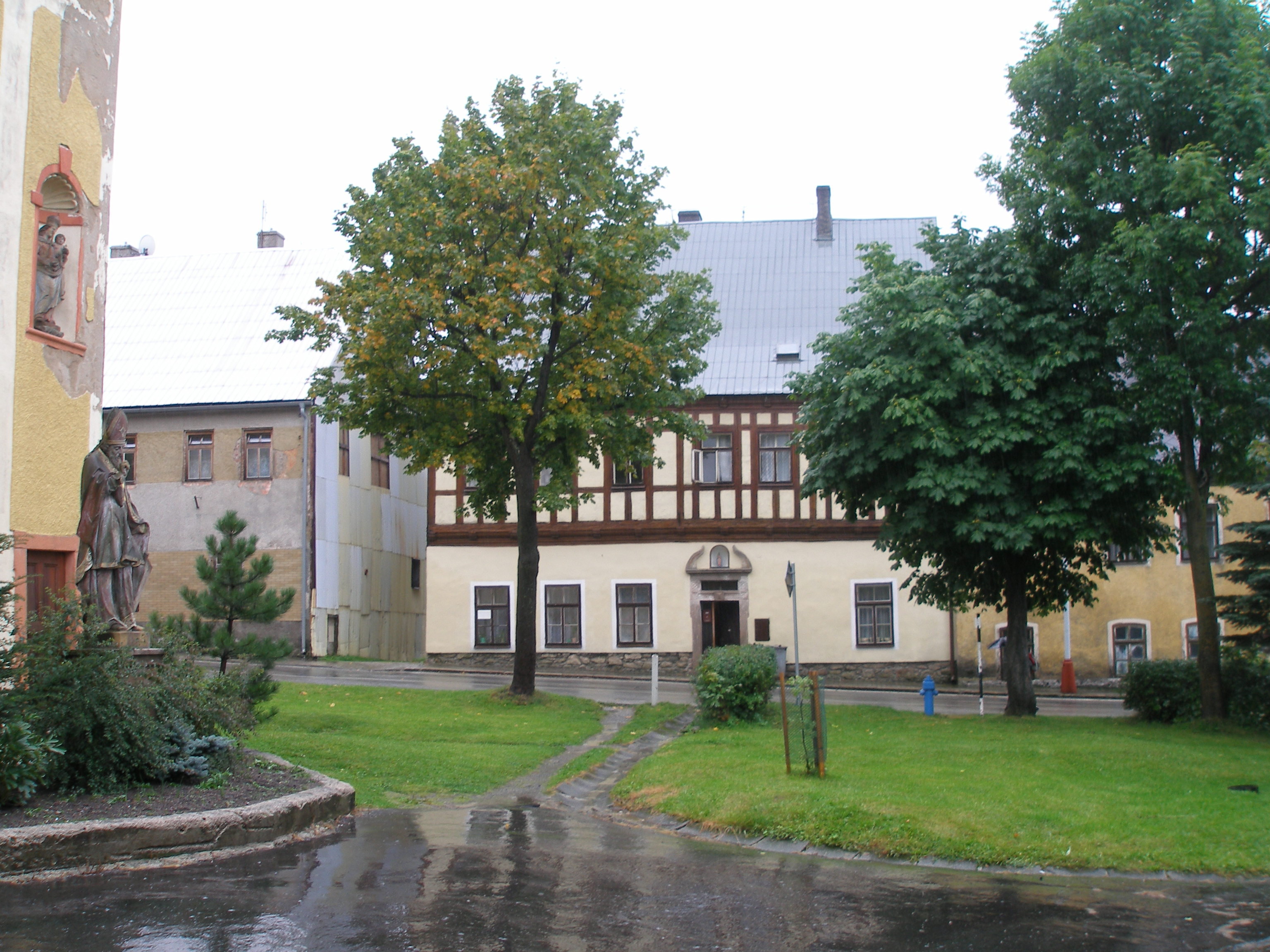
Південна сторона площі
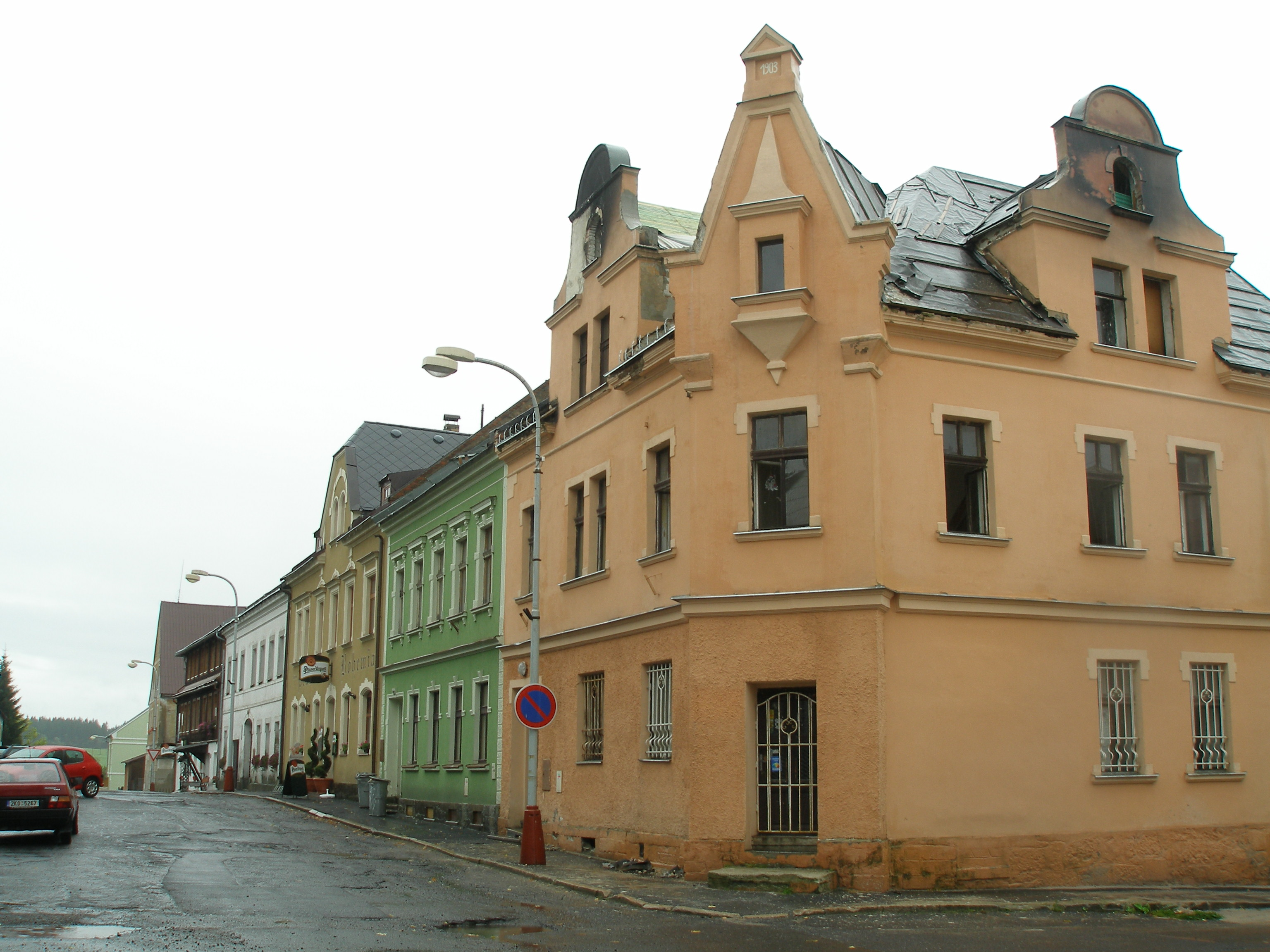
Західна сторона площі
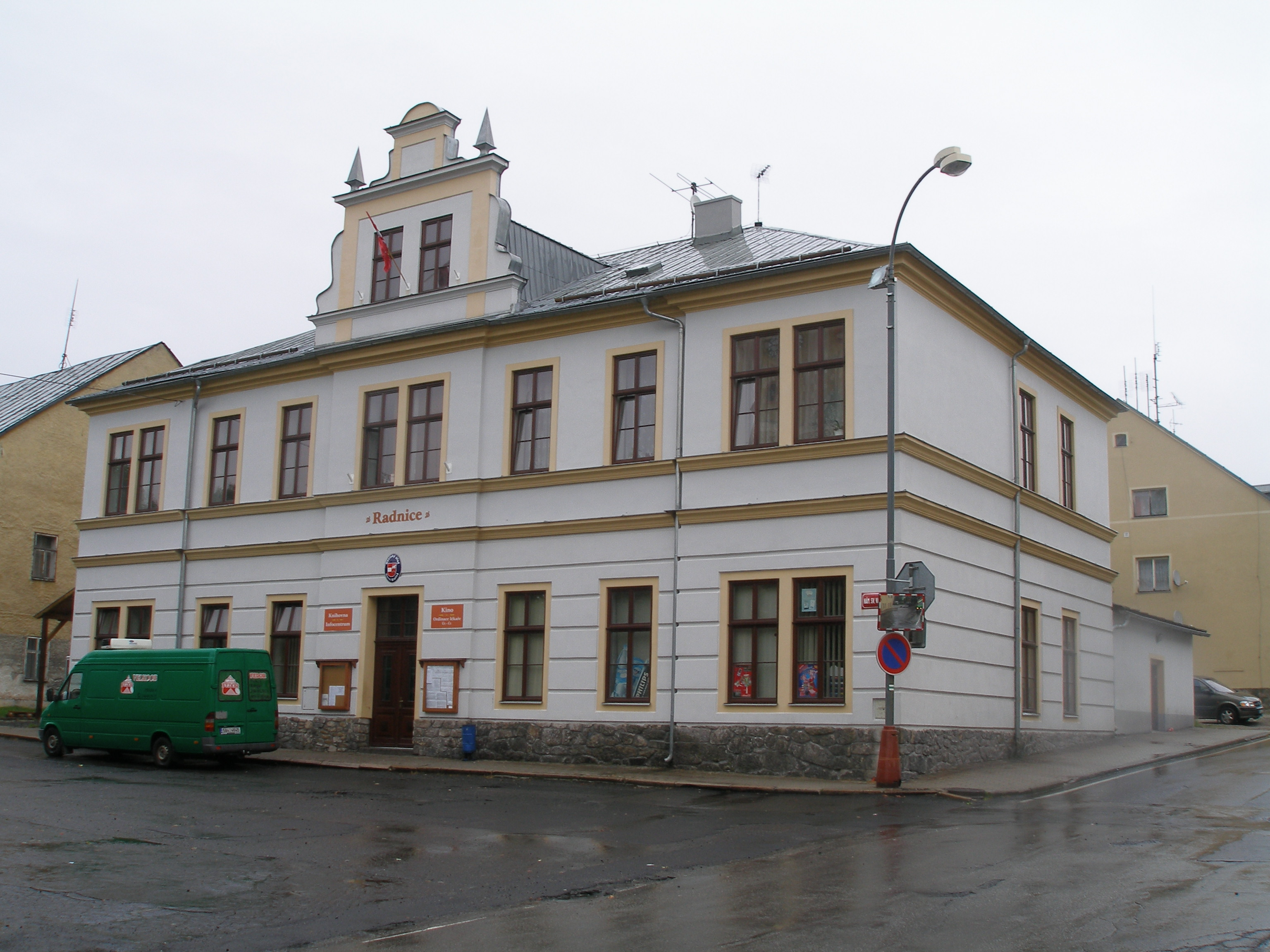
Ратуша
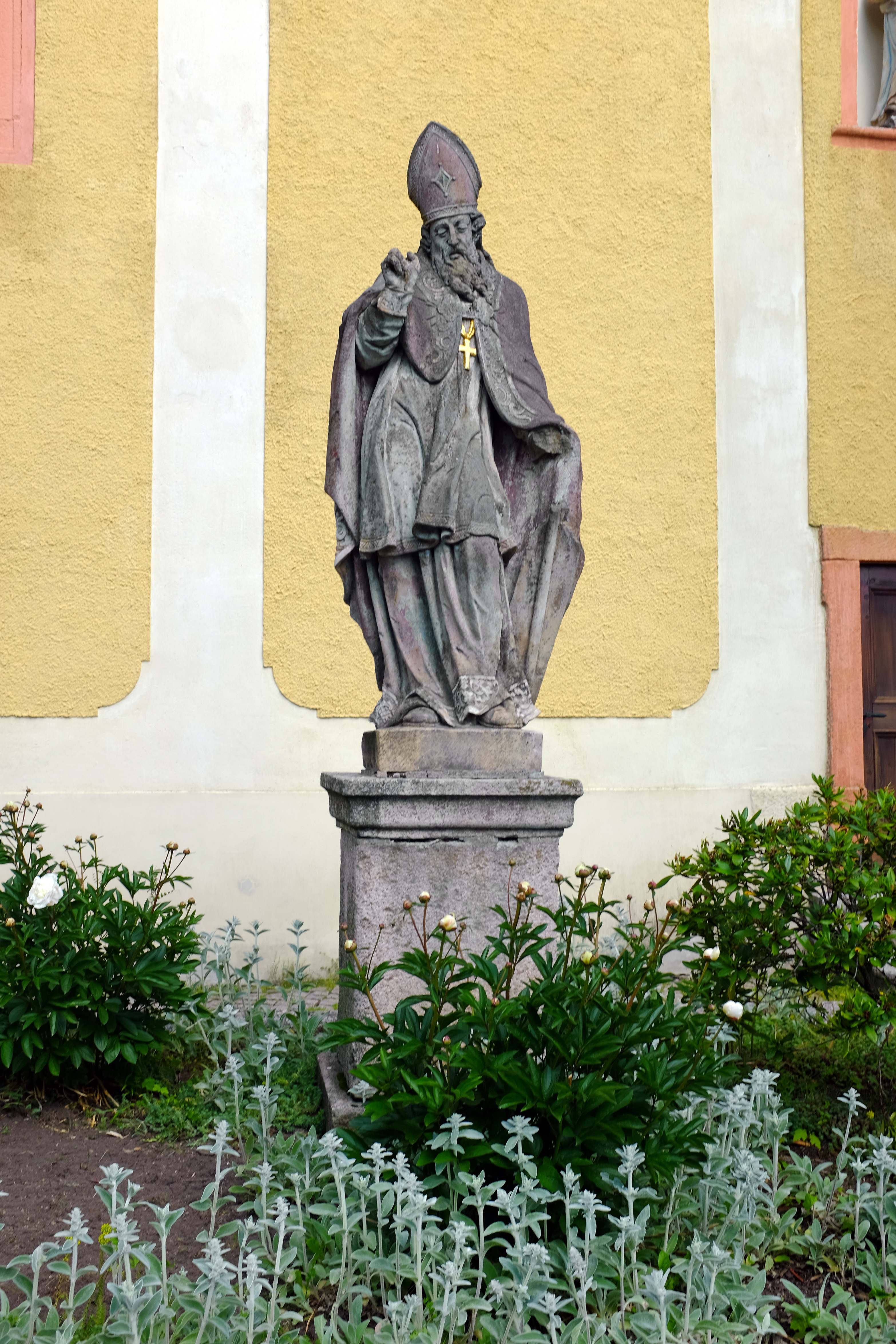
Статуя святого Адальберта